# Cristóbal López Romero
Mons. Cristóbal López Romero , S.D.B. (* 19. května 1952, Vélez-Rubio) je španělský římskokatolický kněz a arcibiskup arcidiecéze Rabat.

## Život
Narodil se 19. května 1952 ve Vélez-Rubio.
Roku 1964 vstoupil k Salesiánům. Po středoškolském vzdělání v Salesiánském semináři v Geroně odešel do Salesiánského semináře v Barceloně, kde studoval teologii a filosofii.
Dne 16. srpna 1968 složil své dočasné sliby a 2. srpna 1974 složil sliby doživotní. Na kněze byl vysvěcen 19. května 1979. Roku 1982 začal studovat na Autonomní univerzitě v Barceloně, a to obor informatiky a žurnalistiky.
Po vysvěcení působil v několika funkcích, a to jako; kněz ve službách pro vyloučené osoby v La Verneda v Barceloně, pastorační kněz pro mládež v Salesiánské koleji v Asunción (Paraguay), provinciální delegát pro pastoraci mládeže v Asunción, ředitel Salesiánského bulletinu ve stejném městě, farář v Asunción, provinciál Salesiánské provincie v Paraguayi, ředitel komunity a profesor Koleje v Asunción či mistr misie v Paraguayi.
Poté odešel do Maroka, kde se stal ředitelem komunity farní pastorace v Centru profesní formace v Kenitře. Roku 2014 odešel do Bolívie, kde se stal provinciálem Salesiánské provincie v Bolívii a poté se stal provinciálem Salesiánské provincie Marie Pomocnice ve Španělsku.
Dne 29. prosince 2017 jej papež František jmenoval arcibiskupem arcidiecéze Rabat. Biskupské svěcení přijal 10. března 2018 z rukou kardinála Juana Josého Omella Omella, spolusvětiteli byli kardinál Carlos Amigo Vallejo a arcibiskup Vito Rallo.
Dne 24. května 2019 byl jmenován apoštolským administrátorem arcidiecéze Tanger.
Dne 1. září 2019 oznámil papež František jeho jmenování  a dne 5. října 2019 jej kreoval kardinálem. 